# Lista de subdivisões de Anhui
A província de Anhui está dividida administrativamente da seguinte forma:

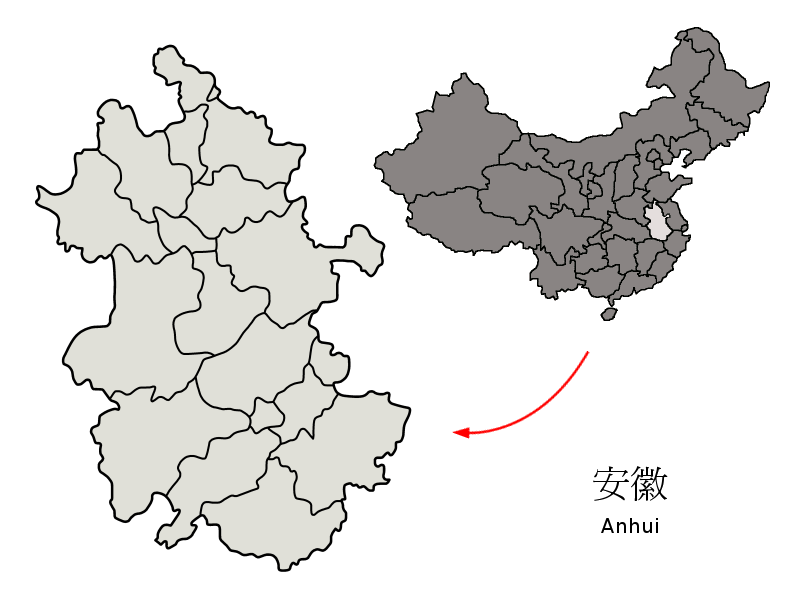
Subdivisões da província de Anhui.

| Nível prefeitural                                          | Nível distrital           | Nível distrital     | Nível distrital |
| Nível prefeitural                                          | Nome                      | Chinês simplificado | Pinyin          |
| ---------------------------------------------------------- | ------------------------- | ------------------- | --------------- |
| Cidade administrativa de Hefei 合肥市 Héféi Shì            | Districto de Luyang       | 庐阳区              | Lúyáng Qū       |
| Cidade administrativa de Hefei 合肥市 Héféi Shì            | Districto de Yaohai       | 瑶海区              | Yáohǎi Qū       |
| Cidade administrativa de Hefei 合肥市 Héféi Shì            | Districto de Shushan      | 蜀山区              | Shǔshān Qū      |
| Cidade administrativa de Hefei 合肥市 Héféi Shì            | Districto de Baohe        | 包河区              | Bāohé Qū        |
| Cidade administrativa de Hefei 合肥市 Héféi Shì            | Comarca de Changfeng      | 长丰县              | Chángfēng Xiàn  |
| Cidade administrativa de Hefei 合肥市 Héféi Shì            | Comarca de Feidong        | 肥东县              | Féidōng Xiàn    |
| Cidade administrativa de Hefei 合肥市 Héféi Shì            | Comarca de Feixi          | 肥西县              | Féixī Xiàn      |
| Cidade administrativa de Suzhou 宿州市 Sùzhōu Shì          | Districto de Yongqiao     | 埇桥区              | Yǒngqiáo Qū     |
| Cidade administrativa de Suzhou 宿州市 Sùzhōu Shì          | Comarca de Dangshan       | 砀山县              | Dàngshān Xiàn   |
| Cidade administrativa de Suzhou 宿州市 Sùzhōu Shì          | Comarca de Xiao           | 萧县                | Xiāo Xiàn       |
| Cidade administrativa de Suzhou 宿州市 Sùzhōu Shì          | Comarca de Lingbi         | 灵璧县              | Língbì Xiàn     |
| Cidade administrativa de Suzhou 宿州市 Sùzhōu Shì          | Comarca de Si             | 泗县                | Sì Xiàn         |
| Cidade administrativa de Huaibei 淮北市 Huáiběi Shì        | Districto de Xiangshan    | 相山区              | Xiàngshān Qū    |
| Cidade administrativa de Huaibei 淮北市 Huáiběi Shì        | Districto de Duji         | 杜集区              | Dùjí Qū         |
| Cidade administrativa de Huaibei 淮北市 Huáiběi Shì        | Districto de Lieshan      | 烈山区              | Lièshān Qū      |
| Cidade administrativa de Huaibei 淮北市 Huáiběi Shì        | Comarca de Suixi          | 濉溪县              | Suīxī Xiàn      |
| Cidade administrativa de Fuyang 阜阳市 Fùyáng Shì          | Districto de Yingzhou     | 颍州区              | Yǐngzhōu Qū     |
| Cidade administrativa de Fuyang 阜阳市 Fùyáng Shì          | Districto de Yingdong     | 颍东区              | Yǐngdōng Qū     |
| Cidade administrativa de Fuyang 阜阳市 Fùyáng Shì          | Districto de Yingquan     | 颍泉区              | Yǐngquán Qū     |
| Cidade administrativa de Fuyang 阜阳市 Fùyáng Shì          | Cidade de Jieshou         | 界首市              | Jièshǒu Shì     |
| Cidade administrativa de Fuyang 阜阳市 Fùyáng Shì          | Comarca de Linquan        | 临泉县              | Línquán Xiàn    |
| Cidade administrativa de Fuyang 阜阳市 Fùyáng Shì          | Comarca de Taihe          | 太和县              | Tàihé Xiàn      |
| Cidade administrativa de Fuyang 阜阳市 Fùyáng Shì          | Comarca de Funan          | 阜南县              | Fùnán Xiàn      |
| Cidade administrativa de Fuyang 阜阳市 Fùyáng Shì          | Comarca de Yingshang      | 颍上县              | Yǐngshàng Xiàn  |
| Cidade de Bozhou 亳州市 Bózhōu Shì                         | Districto de Qiaocheng    | 谯城区              | Qiáochéng Qū    |
| Cidade de Bozhou 亳州市 Bózhōu Shì                         | Comarca de Woyang         | 涡阳县              | Wōyáng Xiàn     |
| Cidade de Bozhou 亳州市 Bózhōu Shì                         | Comarca de Mengcheng      | 蒙城县              | Méngchéng Xiàn  |
| Cidade de Bozhou 亳州市 Bózhōu Shì                         | Comarca de Lixin          | 利辛县              | Lìxīn Xiàn      |
| Cidade administrativa de Bengbu 蚌埠市 Bèngbù Shì          | Districto de Bengshan     | 蚌山区              | Bèngshān Qū     |
| Cidade administrativa de Bengbu 蚌埠市 Bèngbù Shì          | Districto de Longzihu     | 龙子湖区            | Lóngzǐhú Qū     |
| Cidade administrativa de Bengbu 蚌埠市 Bèngbù Shì          | Districto de Yuhui        | 禹会区              | Yǔhuì Qū        |
| Cidade administrativa de Bengbu 蚌埠市 Bèngbù Shì          | Districto de Huaishang    | 淮上区              | Huáishàng Qū    |
| Cidade administrativa de Bengbu 蚌埠市 Bèngbù Shì          | Comarca de Huaiyuan       | 怀远县              | Huáiyuǎn Xiàn   |
| Cidade administrativa de Bengbu 蚌埠市 Bèngbù Shì          | Comarca de Wuhe           | 五河县              | Wǔhé Xiàn       |
| Cidade administrativa de Bengbu 蚌埠市 Bèngbù Shì          | Comarca de Guzhen         | 固镇县              | Gùzhèn Xiàn     |
| Cidade administrativa de Huainan 淮南市 Huáinán Shì        | Districto de Tianjia'an   | 田家庵区            | Tiánjiā'ān Qū   |
| Cidade administrativa de Huainan 淮南市 Huáinán Shì        | Districto de Datong       | 大通区              | Dàtōng Qū       |
| Cidade administrativa de Huainan 淮南市 Huáinán Shì        | Districto de Xiejiaji     | 谢家集区            | Xièjiājí Qū     |
| Cidade administrativa de Huainan 淮南市 Huáinán Shì        | Districto de Bagongshan   | 八公山区            | Bāgōngshān Qū   |
| Cidade administrativa de Huainan 淮南市 Huáinán Shì        | Districto de Panji        | 潘集区              | Pānjí Qū        |
| Cidade administrativa de Huainan 淮南市 Huáinán Shì        | Comarca de Fengtai        | 凤台县              | Fèngtái Xiàn    |
| Cidade administrativa de Chuzhou 滁州市 Chúzhōu Shì        | Districto de Langya       | 琅琊区              | Lángyá Qū       |
| Cidade administrativa de Chuzhou 滁州市 Chúzhōu Shì        | Districto de Nanqiao      | 南谯区              | Nánqiáo Qū      |
| Cidade administrativa de Chuzhou 滁州市 Chúzhōu Shì        | Cidade de Mingguang       | 明光市              | Míngguāng Shì   |
| Cidade administrativa de Chuzhou 滁州市 Chúzhōu Shì        | Cidade de Tianchang       | 天长市              | Tiāncháng Shì   |
| Cidade administrativa de Chuzhou 滁州市 Chúzhōu Shì        | Comarca de Lai'an         | 来安县              | Lái'ān Xiàn     |
| Cidade administrativa de Chuzhou 滁州市 Chúzhōu Shì        | Comarca de Quanjiao       | 全椒县              | Quánjiāo Xiàn   |
| Cidade administrativa de Chuzhou 滁州市 Chúzhōu Shì        | Comarca de Dingyuan       | 定远县              | Dìngyuǎn Xiàn   |
| Cidade administrativa de Chuzhou 滁州市 Chúzhōu Shì        | Comarca de Fengyang       | 凤阳县              | Fèngyáng Xiàn   |
| Cidade administrativa de Ma'anshan 马鞍山市 Mǎ'ānshān Shì  | Districto de Yushan       | 雨山区              | Yǔshān Qū       |
| Cidade administrativa de Ma'anshan 马鞍山市 Mǎ'ānshān Shì  | Districto de Huashan      | 花山区              | Huāshān Qū      |
| Cidade administrativa de Ma'anshan 马鞍山市 Mǎ'ānshān Shì  | Districto de Jinjiazhuang | 金家庄区            | Jīnjiāzhuāng Qū |
| Cidade administrativa de Ma'anshan 马鞍山市 Mǎ'ānshān Shì  | Comarca de Dangtu         | 当涂县              | Dāngtú Xiàn     |
| Cidade administrativa de Wuhu 芜湖市 Wúhú Shì              | Districto de Jinghu       | 镜湖区              | Jìnghú Qū       |
| Cidade administrativa de Wuhu 芜湖市 Wúhú Shì              | Districto de Sanshan      | 三山区              | Sānshān Qū      |
| Cidade administrativa de Wuhu 芜湖市 Wúhú Shì              | Districto de Jiujiang     | 鸠江区              | Jiūjiāng Qū     |
| Cidade administrativa de Wuhu 芜湖市 Wúhú Shì              | Districto de Yijiang      | 弋江区              | Yìjiāng Qū      |
| Cidade administrativa de Wuhu 芜湖市 Wúhú Shì              | Comarca de Wuhu           | 芜湖县              | Wúhú Xiàn       |
| Cidade administrativa de Wuhu 芜湖市 Wúhú Shì              | Comarca de Fanchang       | 繁昌县              | Fánchāng Xiàn   |
| Cidade administrativa de Wuhu 芜湖市 Wúhú Shì              | Comarca de Nanling        | 南陵县              | Nánlíng Xiàn    |
| Cidade administrativa de Tongling 铜陵市 Tónglíng Shì      | Districto de Tongguanshan | 铜官山区            | Tóngguānshān Qū |
| Cidade administrativa de Tongling 铜陵市 Tónglíng Shì      | Districto de Shizishan    | 狮子山区            | Shīzishān Qū    |
| Cidade administrativa de Tongling 铜陵市 Tónglíng Shì      | Districto de Jiao         | 郊区                | Jiāo Qū         |
| Cidade administrativa de Tongling 铜陵市 Tónglíng Shì      | Comarca de Tongling       | 铜陵县              | Tónglíng Xiàn   |
| Cidade administrativa de Anqing 安庆市 Ānqìng Shì          | Districto de Yingjiang    | 迎江区              | Yíngjiāng Qū    |
| Cidade administrativa de Anqing 安庆市 Ānqìng Shì          | Districto de Daguan       | 大观区              | Dàguān Qū       |
| Cidade administrativa de Anqing 安庆市 Ānqìng Shì          | Districto de Yixiu        | 宜秀区              | Yíxiù Qū        |
| Cidade administrativa de Anqing 安庆市 Ānqìng Shì          | Cidade de Tongcheng       | 桐城市              | Tóngchéng Shì   |
| Cidade administrativa de Anqing 安庆市 Ānqìng Shì          | Comarca de Huaining       | 怀宁县              | Huáiníng Xiàn   |
| Cidade administrativa de Anqing 安庆市 Ānqìng Shì          | Comarca de Zongyang       | 枞阳县              | Zōngyáng Xiàn   |
| Cidade administrativa de Anqing 安庆市 Ānqìng Shì          | Comarca de Qianshan       | 潜山县              | Qiánshān Xiàn   |
| Cidade administrativa de Anqing 安庆市 Ānqìng Shì          | Comarca de Taihu          | 太湖县              | Tàihú Xiàn      |
| Cidade administrativa de Anqing 安庆市 Ānqìng Shì          | Comarca de Susong         | 宿松县              | Sùsōng Xiàn     |
| Cidade administrativa de Anqing 安庆市 Ānqìng Shì          | Comarca de Wangjiang      | 望江县              | Wàngjiāng Xiàn  |
| Cidade administrativa de Anqing 安庆市 Ānqìng Shì          | Comarca de Yuexi          | 岳西县              | Yuèxī Xiàn      |
| Cidade administrativa de Huangshan 黄山市 Huángshān Shì    | Districto de Tunxi        | 屯溪区              | Túnxī Qū        |
| Cidade administrativa de Huangshan 黄山市 Huángshān Shì    | Districto de Huangshan    | 黄山区              | Huángshān Qū    |
| Cidade administrativa de Huangshan 黄山市 Huángshān Shì    | Districto de Huizhou      | 徽州区              | Huīzhōu Qū      |
| Cidade administrativa de Huangshan 黄山市 Huángshān Shì    | Comarca de She            | 歙县                | Shè Xiàn        |
| Cidade administrativa de Huangshan 黄山市 Huángshān Shì    | Comarca de Xiuning        | 休宁县              | Xiūníng Xiàn    |
| Cidade administrativa de Huangshan 黄山市 Huángshān Shì    | Comarca de Yi             | 黟县                | Yī Xiàn         |
| Cidade administrativa de Huangshan 黄山市 Huángshān Shì    | Comarca de Qimen          | 祁门县              | Qímén Xiàn      |
| Cidade administrativa de Lu'an 六安市 Lù'ān Shì not Liù'ān | Districto de Jin'an       | 金安区              | Jīn'ān Qū       |
| Cidade administrativa de Lu'an 六安市 Lù'ān Shì not Liù'ān | Districto de Yu'an        | 裕安区              | Yù'ān Qū        |
| Cidade administrativa de Lu'an 六安市 Lù'ān Shì not Liù'ān | Comarca de Shou           | 寿县                | Shòu Xiàn       |
| Cidade administrativa de Lu'an 六安市 Lù'ān Shì not Liù'ān | Comarca de Huoqiu         | 霍邱县              | Huòqiū Xiàn     |
| Cidade administrativa de Lu'an 六安市 Lù'ān Shì not Liù'ān | Comarca de Shucheng       | 舒城县              | Shūchéng Xiàn   |
| Cidade administrativa de Lu'an 六安市 Lù'ān Shì not Liù'ān | Comarca de Jinzhai        | 金寨县              | Jīnzhài Xiàn    |
| Cidade administrativa de Lu'an 六安市 Lù'ān Shì not Liù'ān | Comarca de Huoshan        | 霍山县              | Huòshān Xiàn    |
| Cidade administrativa de Chaohu 巢湖市 Cháohú Shì          | Districto de Juchao       | 居巢区              | Jūcháo Qū       |
| Cidade administrativa de Chaohu 巢湖市 Cháohú Shì          | Comarca de Lujiang        | 庐江县              | Lújiāng Xiàn    |
| Cidade administrativa de Chaohu 巢湖市 Cháohú Shì          | Comarca de Wuwei          | 无为县              | Wúwéi Xiàn      |
| Cidade administrativa de Chaohu 巢湖市 Cháohú Shì          | Comarca de Hanshan        | 含山县              | Hánshān Xiàn    |
| Cidade administrativa de Chaohu 巢湖市 Cháohú Shì          | Comarca de He             | 和县                | Hé Xiàn         |
| Cidade administrativa de Chizhou 池州市 Chízhōu Shì        | Districto de Guichi       | 贵池区              | Guìchí Qū       |
| Cidade administrativa de Chizhou 池州市 Chízhōu Shì        | Comarca de Dongzhi        | 东至县              | Dōngzhì Xiàn    |
| Cidade administrativa de Chizhou 池州市 Chízhōu Shì        | Comarca de Shitai         | 石台县              | Shítái Xiàn     |
| Cidade administrativa de Chizhou 池州市 Chízhōu Shì        | Comarca de Qingyang       | 青阳县              | Qīngyáng Xiàn   |
| Cidade administrativa de Xuancheng 宣城市 Xuānchéng Shì    | Districto de Xuanzhou     | 宣州区              | Xuānzhōu Qū     |
| Cidade administrativa de Xuancheng 宣城市 Xuānchéng Shì    | Cidade de Ningguo         | 宁国市              | Níngguó Shì     |
| Cidade administrativa de Xuancheng 宣城市 Xuānchéng Shì    | Comarca de Langxi         | 郎溪县              | Lángxī Xiàn     |
| Cidade administrativa de Xuancheng 宣城市 Xuānchéng Shì    | Comarca de Guangde        | 广德县              | Guǎngdé Xiàn    |
| Cidade administrativa de Xuancheng 宣城市 Xuānchéng Shì    | Comarca de Jing           | 泾县                | Jīng Xiàn       |
| Cidade administrativa de Xuancheng 宣城市 Xuānchéng Shì    | Comarca de Jingde         | 旌德县              | Jīngdé Xiàn     |
| Cidade administrativa de Xuancheng 宣城市 Xuānchéng Shì    | Comarca de Jixi           | 绩溪县              | Jìxī Xiàn       |